# Petersdorf (Jacobsdorf)
Petersdorf ist ein Ortsteil von Jacobsdorf in Brandenburg. Gelegentlich findet sich die Bezeichnung Petersdorf bei Briesen; das grenzt den Ort von Petersdorf bei Bad Saarow ab. 

## Geografie
Petersdorf liegt im Osten des Landes Brandenburg. Der Ort befindet sich an der Kreuzung der Landesstraßen 38 / 37 zwischen Briesen (Mark) im Westen und Sieversdorf im Osten. Die L 37 verbindet im Norden Petershagen und im Süden Jacobsdorf. Die nächste größere Stadt ist Frankfurt (Oder). Zu Petersdorf gehört ein Vorwerk.

## Geschichte

### Vor 1945

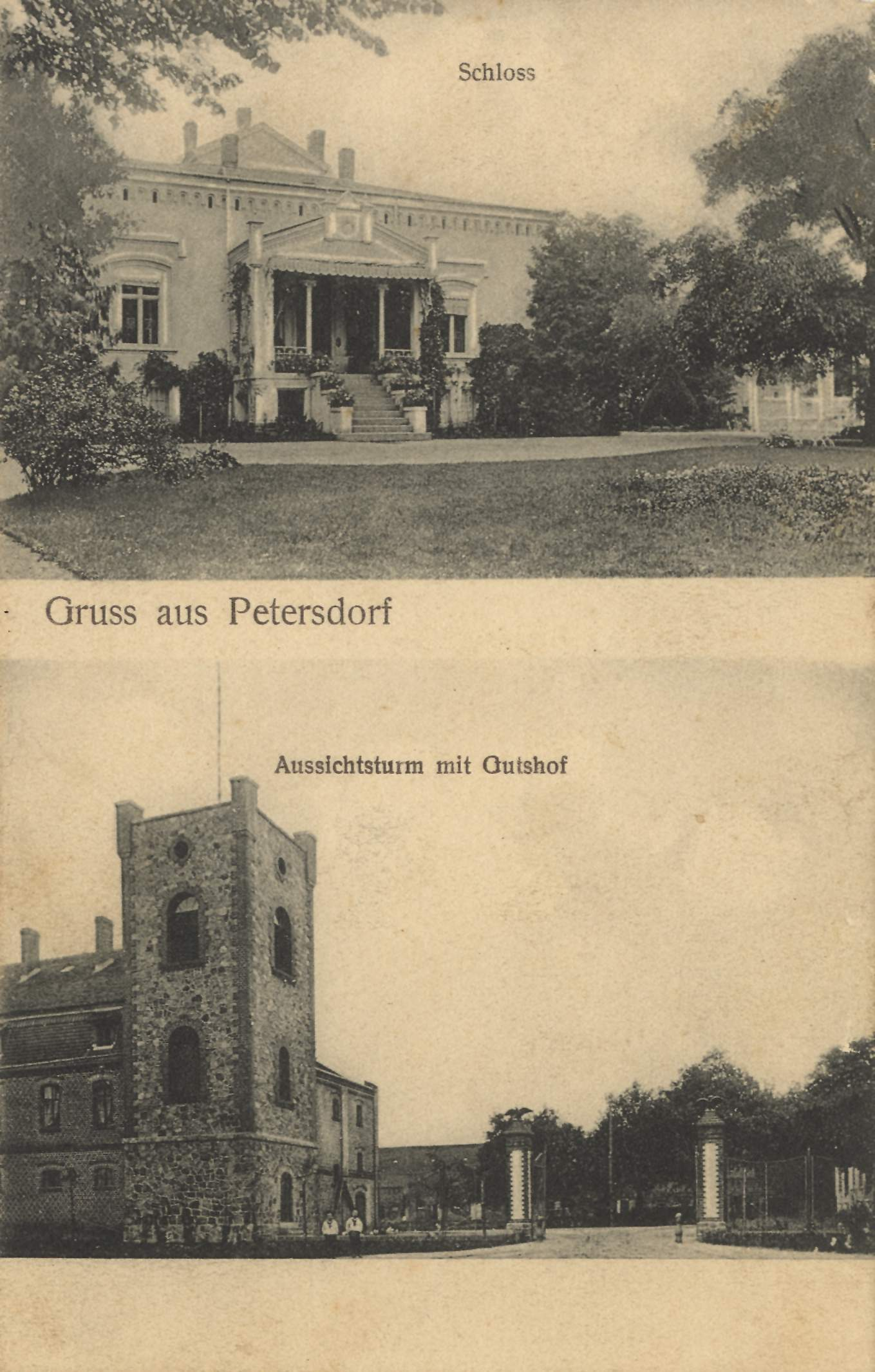
Petersdorf (um 1900, Ansichtskarte)

Die ersten Nachweise von Petersdorf gibt es im 14. Jahrhundert, der Ortsname variiert in seinen Schreibweisen (Peterstorf, Peterstorp, Petirsdorf, Petrirsdorp, Petirstorp, Peterszdorp). Das Dorf ist jedoch älter, vermutlich wurde es zu jener Zeit angelegt, als auch die umliegenden Dörfer gegründet wurden, da die Dorfkirche Petersdorf der Bauart der Biegener Kirche St. Nicolai Andreas entspricht. Bestätigung für diese Annahme findet sich in der Tatsache, dass der Markgraf Johann von Brandenburg im Jahr 1281 mit seinen Ständen einen Vertrag abschloss, welcher jenen Steuerfreiheit zusicherte. Das Landbuch der Kurmark Brandenburg aus dem Jahr 1352, angefertigt auf Befehl Kaiser Karls IV., bestätigt, dass Kunz und Hans Stranz auf ihren … Lehngütern im Lebusischen zu jedem ihrer freien Ritterhöfe in Siefersdorf, Petersdorf und Petershagen 10, auf jenen zu Briesen dagegen nur 4 freie Hufen … besaßen.
Auch die Familie von Schlabrendorf saß einst auf Petersdorf. Die Brüder Hans und Siegmund von Slaberndorffe verkauften im Jahr 1393 ihr väterliches Erbe an Heinrich Stranz zu Sieversdorf, dessen Familie über die nächsten fast vier Jahrhunderte die Geschicke von Petersdorf bestimmte. Der Petersdorfer See, der bei Alt Madlitz nordöstlich von Petersdorf liegt, gehörte bis 1393 zu Alt Madlitz. Dann wurde er an die Stranze auf Sieversdorf verkauft. Als diese ihr Gut mit dem Petersdorfer vereinigten, kam der See zu seinem Namen und gehörte fortan zum Rittergut Petersdorf. 
Georg Christian Friedrich von Strantz verkaufte den Familienbesitz 1771 an Herrn von Schätzel für nur 7400 Reichsthaler, das Gut hatte 1768 einen Taxwert von 32.122 Reichsthalern. Im Jahr 1785 wechselte das Dorf erneut den Besitzer. Erwerber war Regierungspräsident Graf Friedrich Ludwig Karl Finck von Finckenstein zu Madlitz. Durch ihn gelangte im Jahr 1810, zusammen mit 300 Morgen angrenzendem Petersdorfer Forst, der See wieder in den Besitz der Madlitzer, da er den See an seinen Besitz in Madlitz angliederte. Die Familie behielt den Rittersitz Petersdorf bis 1814. Dann erwarb Wilhelm von Schütz, Ehemann der Barnime von Finckenstein, das Gut von seinem Schwiegervater. Die von Schütz hatten diesen Besitz noch 1856. Nach dessen Tod waren die Schwiegersöhne die Erben seiner Güter. So findet sich nun Herrmann Graf von Hasslingen, Königlicher Major a. D. auf den Gütern zu Reichenwalde, Kreis Sternberg und eben in Petersdorf. Im Jahr 1864 war Leopold Hans Heinrich Eugen Hermann von Tresckow ansässig. 
Wie man der Eheschließung seiner Tochter Elisabeth Johanna mit Wilhelm Heinrich Karl Graf Fink von Finckenstein (1850–1899) am 24. November 1897 in Petersdorf entnehmen kann, sind die Familien eng miteinander verwandt. Den Rittersitz verkaufte er 1901. Seine Enkelsöhne waren die Hitlerattentäter Henning von Tresckow und Gerd von Tresckow. Rudolf Schönner, Baumeister und Kommerzienrat aus Berlin, besaß das Rittergut noch um 1910. Am 27. Januar 1895 wurde in Berlin die Gastwirtschaft Zum Weihenstephan eröffnet. Sie befand sich in der Friedrichstraße, Ecke Jägerstraße. Besitzer des Gebäudes war Baumeister Rudolf Schönner. Er erhielt am 8. Februar 1896 den Verdienstorden vom heiligen Michael IV. Klasse. Er war unter anderem als Bauherr und Architekt am Umbau des Theaters in Breslau beteiligt, welches 1898 als Deutsches Theater eröffnete. Man kann annehmen, dass einige der baulichen Veränderungen auf ihn zurückgehen. Der folgende Besitzer, Adolf Springer, liegt noch heute auf dem Friedhof der Kirche begraben.

### Nach 1945
Das Gut wurde im Oktober 1945 im Rahmen der Bodenreform enteignet und aufgeteilt. Der Rückübertragungsantrag wurde im Jahr 2001 abgelehnt. Die einschließlich des Rittergutes enteigneten 715 Hektar Fläche, bestehend aus Acker, Wald und Ödland, wurden 1946 regelrecht zersiedelt, rund 421 Hektar an 82 Personen verteilt, der Rest wurde den Gemeinden Briesen und Petersdorf als Eigentum zugeschrieben. Da kaum ein Neubauer von der kleinen Fläche mit seiner Familie leben konnte, bildete sich 1956 eine LPG Typ III, die bereits 1957 der Zusammenschluss mit der Briesener LPG Typ III ereilte. Einen zweiten Anlauf machten die Petersdorfer 1960, wieder gründeten sie einen Typ III, diesmal mit 68 Mitgliedern, welche 374 Hektar Fläche einbrachten. Im Jahr 1974 schlossen diese sich an die Sieversdorfer LPG an. Durch die KAP Sieversdorf entstand 1977 das zentrale Ersatzteillager Petersdorf. Der Kreisbetrieb für Landtechnik Fürstenwalde/Spree, mit Sitz in Trebus, hatte ebenfalls seinen Betriebsteil (BT) im Ort, gleichfalls die VdgB/BHG Briesen, deren Zweigstelle bis zur Wende existierte.

## Sehenswürdigkeiten
Im Ort befinden sich eine denkmalgeschützte Kirche und das Gutshaus des ehemaligen Rittersitzes mit einigen Wirtschaftsgebäuden.

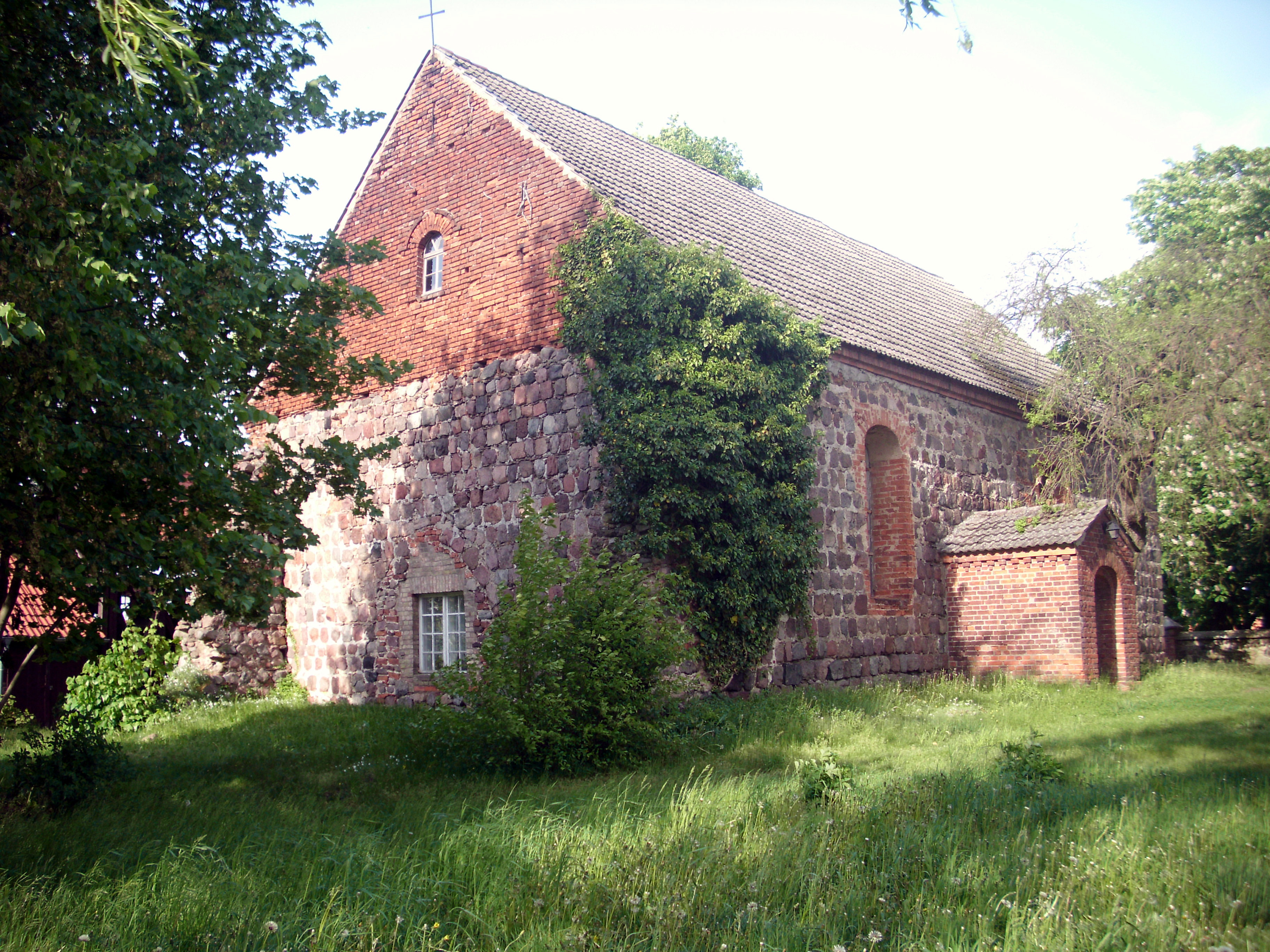
Kirche in Petersdorf
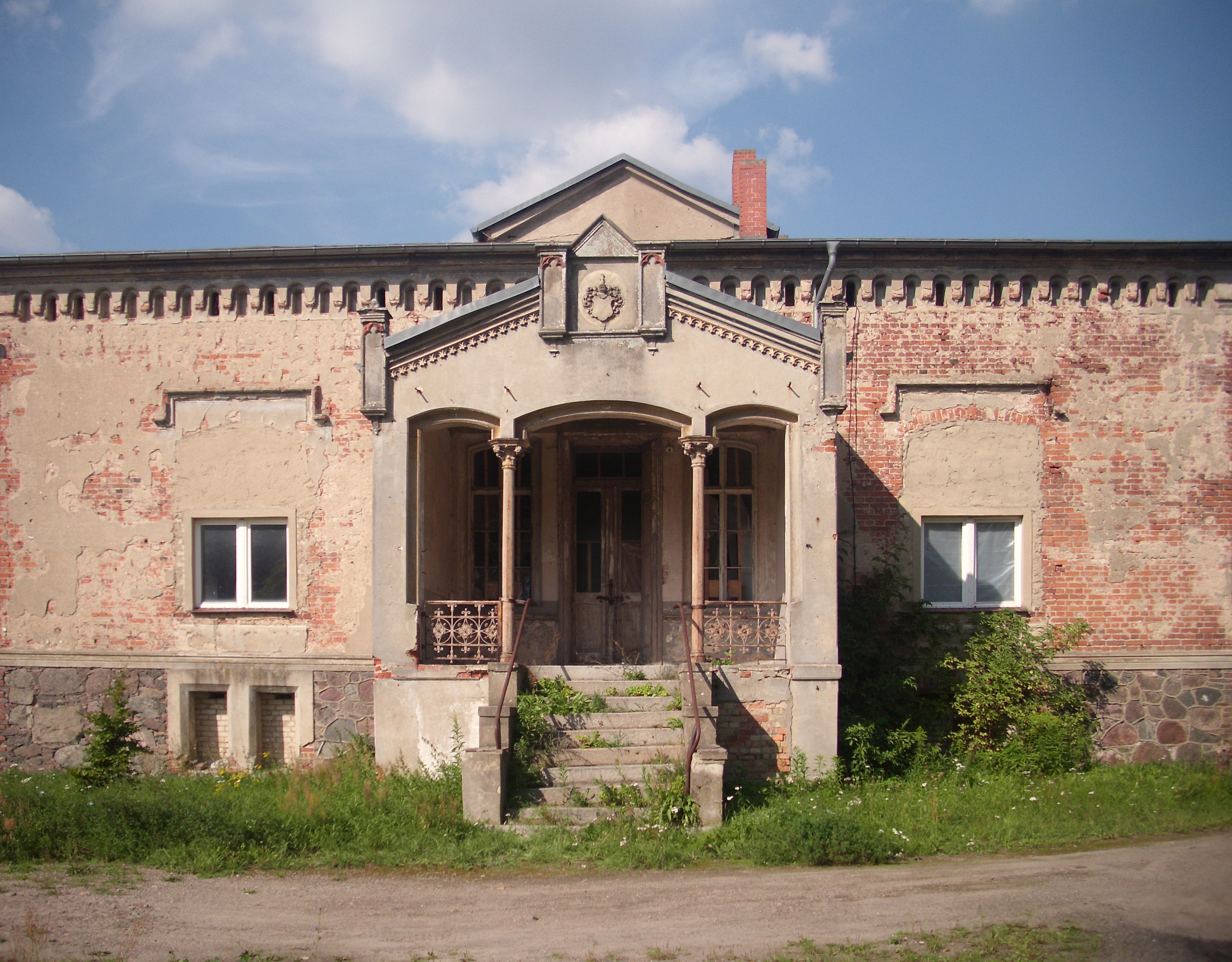
Gutshaus, herrschaftlicher Eingang mit Wappen
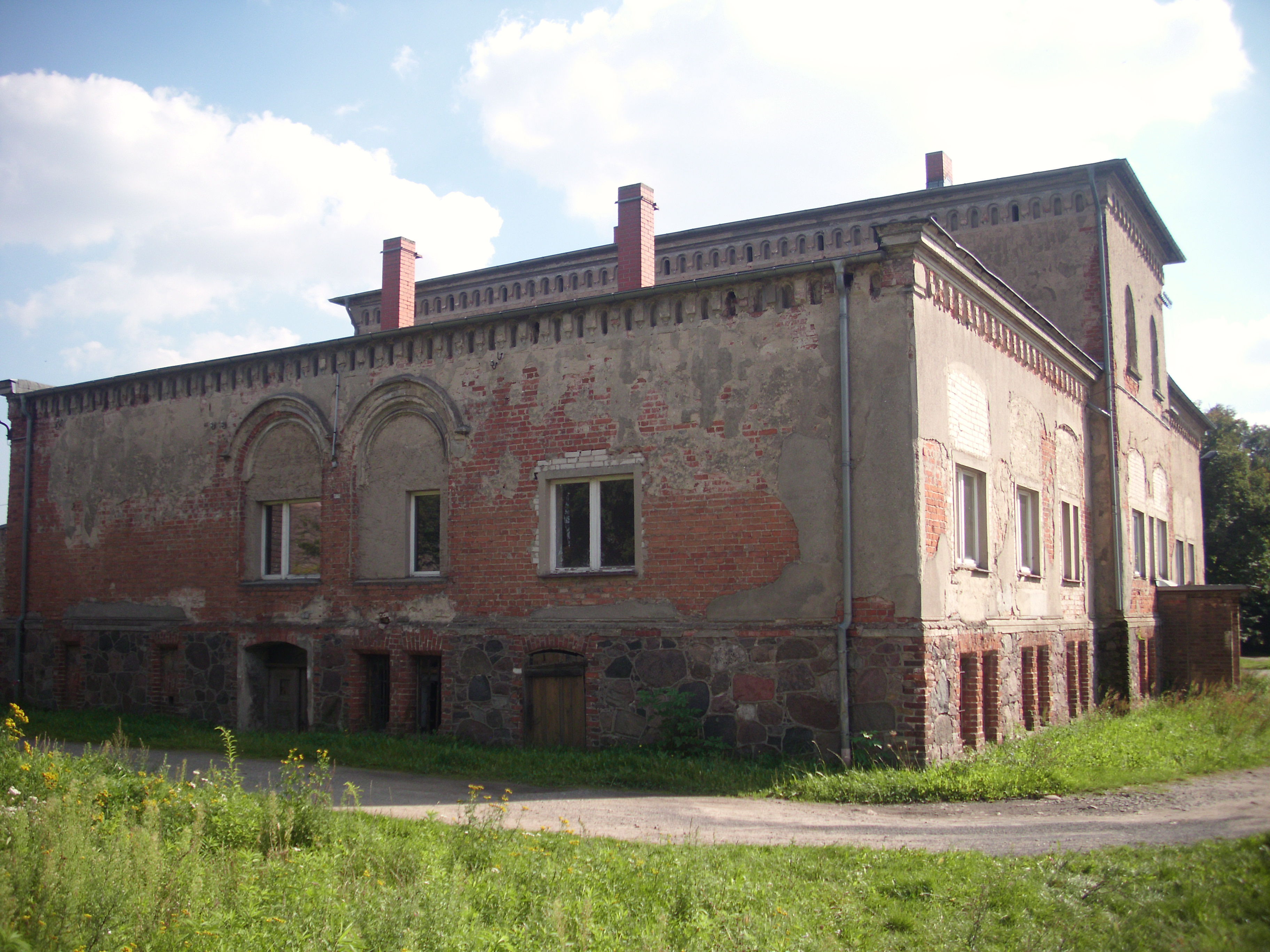
Blick von der Seite
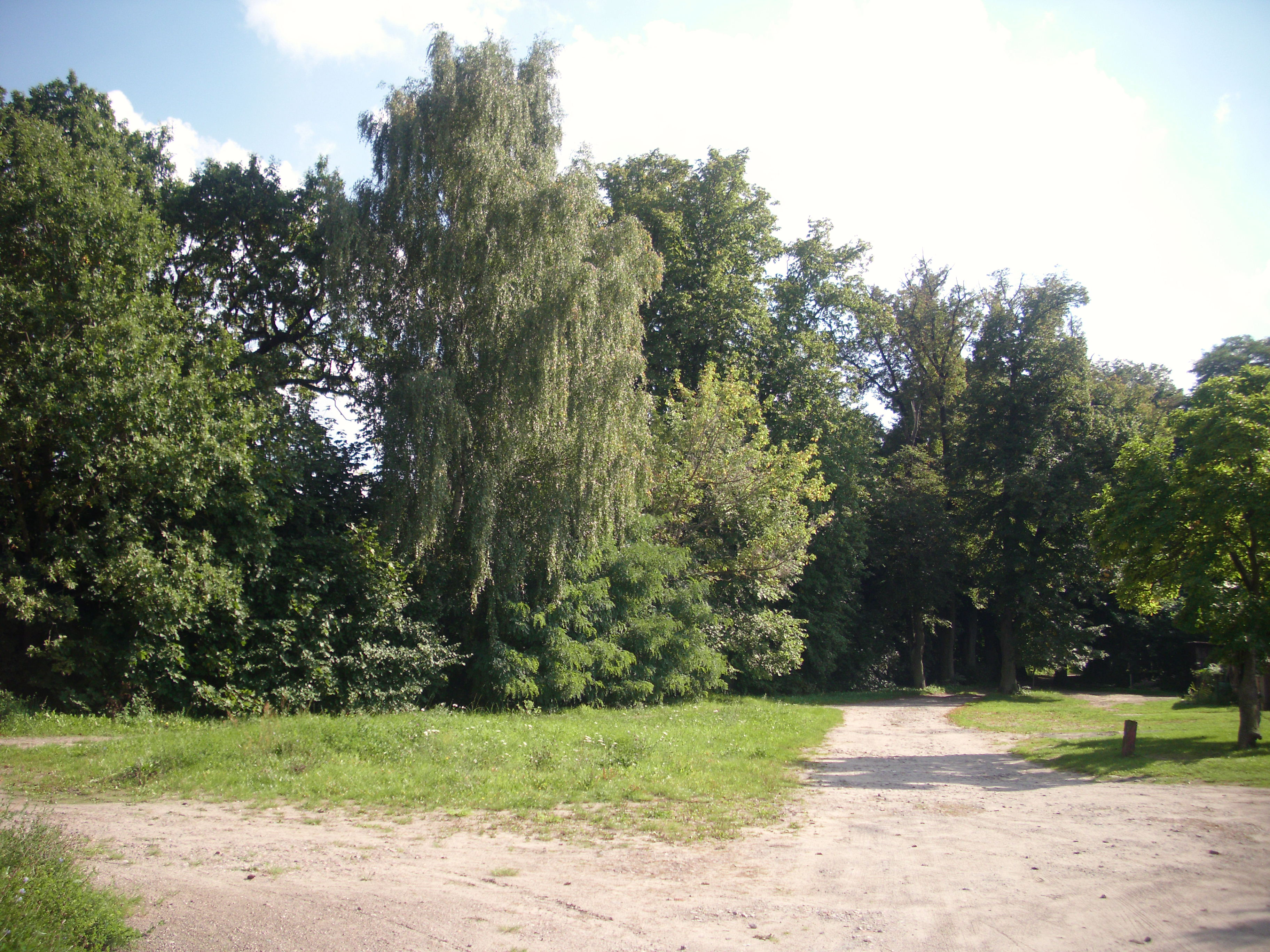
Blick zum Park mit der Auffahrt des Gutshauses
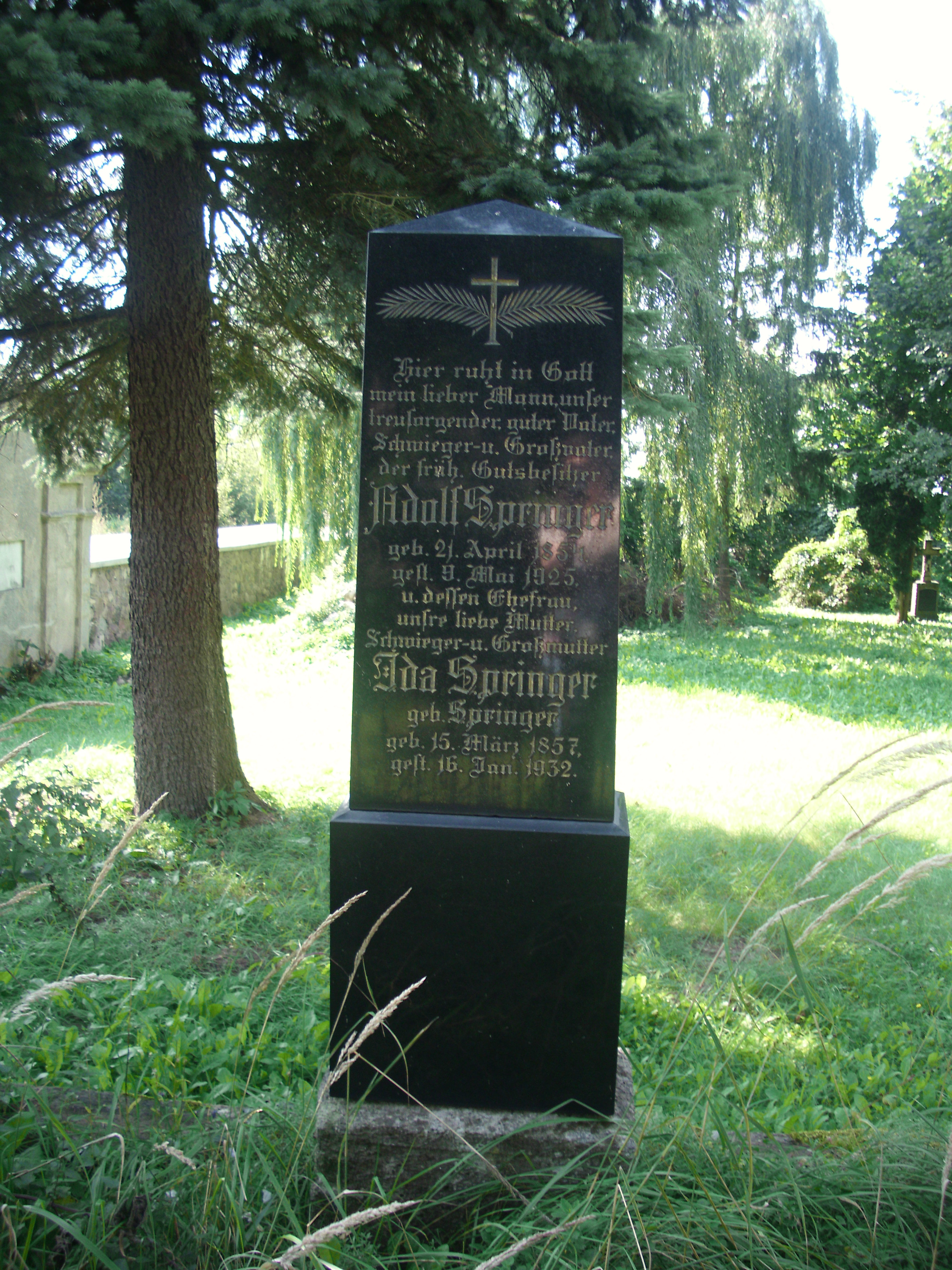
Grab des Gutsbesitzerehepaares Adolf und Ida Springer

## Infrastruktur

### Vereine
Im Ort gibt es
- einen aktiven Traditionsverein, welcher neben alter Feuerwehrtechnik (einer Pferde-Handdruck-Spritze aus dem Jahr 1908 und einem Horch-Tanklöschfahrzeug H3A) auch alte Traktoren wie Deutz-Fahr, Eicher und Lanz Bulldog pflegt. Darüber hinaus kümmert der Verein sich um die Erarbeitung der Ortschronik und die historischen Gebäude im Ort.[18]
- den SV Rot-Weiß Petersdorf e. V.; hier spielen ab einem Alter von drei Jahren bereits die Bambini Fußball. Der Fußballverein spielt in der Kreisliga Mitte.
- die Landgalerie Mark Brandenburg e. V., auch Landgalerie Witzleben. Sie ist überregional bekannt, mit ständig wechselnden Ausstellungen für internationale, nationale und regionale Künstler.
- kleinere Unternehmen und einen Landgasthof.

### Verkehr
Aufgrund seiner geografischen Lage ist der Haltepunkt Jacobsdorf (Mark) oder Briesen (Mark) an der Bahnstrecke Berlin–Frankfurt (Oder) für Verbindungen mit dem RE 1 der DB Regio zu nutzen. In der Gegenrichtung benötigt man nur eine knappe Viertelstunde, um nach Frankfurt (Oder) zu gelangen. Eine Busanbindung über Briesen nach Fürstenwalde, die meist von Grundschülern der umliegenden Orte genutzt wird, existiert ebenso.
Auch zur Bundesautobahn 12 ist es nicht weit, die Anschlussstellen finden sich in Jacobsdorf und Briesen. Von dort aus erreicht man u. a. Berlin in etwa einer Stunde.

### Bildung
Eine Grundschule befindet sich in Briesen, des Weiteren besteht die Möglichkeit zum Schulbesuch in Müllrose. Weiterführende Schulen unterschiedlichster inhaltlicher Ausrichtung gibt es in Frankfurt (Oder) und Fürstenwalde/Spree.